# 5219 Zemka
5219 Zemka è un asteroide della fascia principale. Scoperto nel 1976, presenta un'orbita caratterizzata da un semiasse maggiore pari a 3,1907514 UA e da un'eccentricità di 0,1348747, inclinata di 2,03894° rispetto all'eclittica.